# Campo Jicamal
Campo Jicamal är en ort i Mexiko.   Den ligger i kommunen Axochiapan och delstaten Morelos, i den sydöstra delen av landet, 100 km söder om huvudstaden Mexico City. Campo Jicamal ligger 1 101 meter över havet och antalet invånare är 119.
Terrängen runt Campo Jicamal är huvudsakligen platt, men österut är den kuperad. Runt Campo Jicamal är det ganska tätbefolkat, med 166 invånare per kvadratkilometer. Närmaste större samhälle är Axochiapan, 6,5 km söder om Campo Jicamal. Omgivningarna runt Campo Jicamal är en mosaik av jordbruksmark och naturlig växtlighet.